# کایرونیسام سحاب‌الدین حسین
کایرونیسام سحاب‌الدین حسین (انگلیسی: Kaironnisam Sahabudin Hussain؛ زادهٔ ۱۰ مهٔ ۱۹۷۹) بازیکن فوتبال اهل مالزی بود.
وی همچنین در تیم‌های ملی فوتبال زیر ۲۳ سال مالزی و مالزی بازی کرده است.